# Halcott
Halcott – miasto w Stanach Zjednoczonych, w stanie Nowy Jork, w hrabstwie Greene.